# Contingut obert

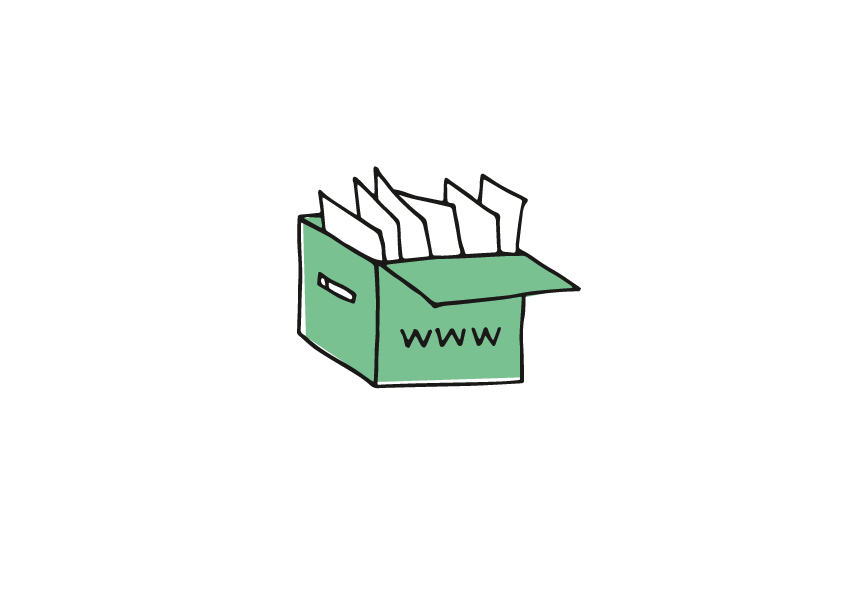

Contingut obert (en anglès open content, per analogia amb open source) és un concepte que va encunyar David Wiley l'any 1998 per a descriure qualsevol contingut (articles, dibuixos, àudios, vídeos, fotografies, etc.) publicat sota una llicència no restrictiva i en un format que en permeti explícitament la còpia, distribució i modificació.
El concepte «contingut obert» és hereu de la filosofia del copyleft i del programari lliure, que té com a exemple la Llicència de documentació lliure de GNU, amb la qual també es publica la Viquipèdia. Si bé al començament els continguts oberts suposaven un model de llicència propi, Open Publication License (OPL, 1998), actualment l'Open Content Organization aconsella l'ús dels models de llicència Creative Commons, inspirats en les GNU General Public License. Creative Commons es va constituir l'any 2002, format per professorat i professionals nord-americans i britànics, va ser liderat pel professor Lawrence Lessig de la Universitat Stanford.
Actualment, els continguts oberts es difonen i utilitzen sobretot en l'àmbit de l'educació superior, on és critica la transferència de coneixements amb restriccions menors. Si els continguts oberts s'han situat en un lloc preeminent en la cultura acadèmica és a causa que responen a tres condicions importants per a compartir recursos educatius: el context didàctic, la tecnologia utilitzada per a dotar-los de reutilització i la lliure disposició de la propietat intel·lectual.